# Alejandro Estuardo, duque de Ross
Alejandro Estuardo, duque de Ross (en inglés, Alexander Stewart; Reino de Escocia, castillo de Stirling, 30 de abril de 1514-castillo de Stirling, 18 de diciembre de 1515), fue el cuarto y último hijo del rey Jacobo IV de Escocia y su esposa la reina consorte, Margarita Tudor.
Nació después de que su padre fuera muerto en la Batalla de Flodden, al inicio del reinado de su hermano mayor, el rey Jacobo V de Escocia. Su padre era hijo del rey Jacobo III y de la princesa Margarita de Dinamarca. Por el otro lado, su madre era la mayor de las dos hijas sobrevivientes del rey Enrique VII de Inglaterra y su esposa la reina consorte, Isabel de York.

## Primeros años

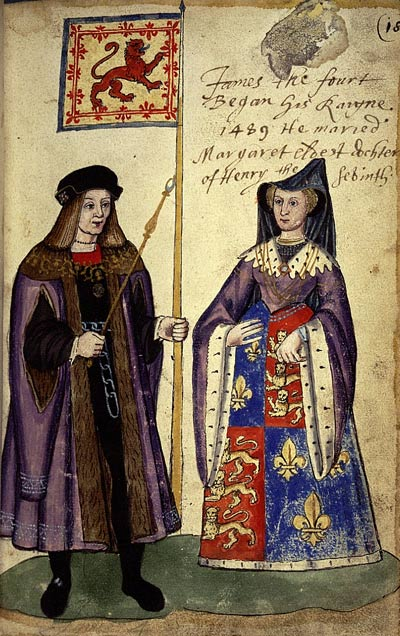
Jacobo IV de Escocia y la reina Margarita Tudor, padres de Alejandro.

El 24 de enero de 1502, Escocia e Inglaterra concluyeron el tratado de paz perpetua, el cual sería el primer acuerdo de paz entre los dos reinos, en más de 170 años. El tratado de matrimonio entre sus padres, se concluyó el mismo día y fue visto como una garantía de dicho tratado. Sus padres tendrían seis hijos en total, pero solo su hermano, Jacobo V de Escocia, llegaría a la edad adulta. La mayoría de los hijos de Margarita Tudor murieron jóvenes o nacieron muertos. 
Su padre Jacobo IV invadió Inglaterra para honrar su compromiso con la Alianza Auld, solo para enfrentar la muerte. Su madre Margarita fue nombrada regente de su hermano. Jacobo V fue proclamado rey con apenas un año de edad, siendo coronado en el castillo de Stirling doce días más tarde, el 21 de septiembre.
Margarita se encontraba embarazada al momento que su esposo caía muerto. El rey Jacobo IV no lograría conocer a Alejandro, pues fallecía el 9 de septiembre de 1513, mientras que su hijo nacería el 30 de abril de 1514.

## Presunto heredero y muerte
El matrimonio de sus padres unió las casas reales de Inglaterra y Escocia, lo que un siglo después resultó en la Unión de las Coronas. No se puede decir mucho sobre la personalidad de Alejandro, debido a que murió en la primera infancia, sin llegar a cumplir los dos años.
Durante su corta vida, fue presunto heredero del trono del Reino de Escocia, nación que en ese momento se apegaba a una ley de sucesión semisálica. Debido a que Jacobo V muere dejando solo una hija, entonces su hermano menor, hubiese sido un sucesor obvio y no María Estuardo. María fue la única hija legítima sobreviviente de su hermano Jacobo V y su segunda esposa francesa, María de Guisa. Sucedió en el trono escocés a la muerte de su padre apenas con seis días de vida. Cualquier rama masculina legítima de la familia real, tenía preferencia antes que cualquier mujer. La proximidad de la sangre se tenía en cuenta solo después de la extinción de todas las ramas masculinas para designar como reina a la mujer que fuera pariente más cercana del último rey. Por lo que Alejandro hubiese sido rey de Escocia de no fallecer a temprana edad. Fue enterrado en el año 1515, en la abadía de Cambuskenneth, Stirlingshire, Escocia.